# Казенное (озеро, Казахстан)
Казенное — озеро в Узункольском районе Костанайской области Казахстана. Находится в 14 км к юго-востоку от села Пресногорьковка и 14 км к северу от села Казанка.
По данным топографической съёмки 1959 года, площадь поверхности озера составляет 1,02 км². Наибольшая длина озера — 1,5 км, наибольшая ширина — 0,9 км. Длина береговой линии составляет 3,9 км, развитие береговой линии — 1,08. Озеро расположено на высоте 159,2 м над уровнем моря.